# Rudolf Smend
Hermann Rudolf Smend (Lengerich, Provincia de Westfalia, 5 de noviembre de 1851-Ballenstedt, 27 de diciembre de 1913) fue un teólogo alemán.

## Biografía
Nació en 1851. Era el hermano mayor del también teólogo Julius Smend y padre de Carl Friedrich Rudolf Smend, una autoridad en ley constitucional y eclesiástica.
Rudolf estudió Teología en las universidades de Gotinga, Berlín y Bonn. Consiguió su doctorado en 1874, tras elaborar una disertación en la poesía árabe. En 1880 comenzó a ejercer de docente asociado en clases sobre el Antiguo Testamento en la Universidad de Basilea, donde poco después se hizo con un puesto de profesor.
Regresó a la Universidad de Gotinga en 1889 para dar clases de Ciencia Bíblica y Lenguas Semíticas. Allí se reunió con Julius Wellhausen, antiguo profesor suyo que tuvo una gran influencia en el desarrollo de su carrera profesional. A Smend se le recuerda, sobre todo, por su estudio crítico del Antiguo Testamento, especialmente por su indagación en las historias relacionadas con el Hexateuco. Junto con Alfred Rahlfs, creó en 1907 la Septuaginta-Unternehmen como parte de la Sociedad de las Ciencias de Gotinga.
Falleció en Ballenstedt en 1913, a los 62 años de edad.

## Selección de obras
- Der Prophet Ezechiel. 1880.
- Lehrbuch der alttestamentlichen Religionsgeschichte. Friburgo, 1899.
- Die Weisheit des Jesus Sirach. En hebreo y alemán y con un glosario hebraico. Berlín, 1906.
- Die Erzählung des Hexateuch auf ihre Quellen untersucht. Berlín, 1912.